# 普卢赫斯泰尔特
普卢赫斯泰尔特（荷兰语，荷蘭語發音：['pluxsteːrt]，法語發音：[pluɡstɛʁ]）是比利时瓦隆大区埃諾省的一个城镇。普卢赫斯泰尔特原为一独立市镇，1977年，普卢赫斯泰尔特与市镇科米讷、瓦尔讷通、下瓦尔讷通和豪特姆合并为市镇科米讷-瓦尔讷通，成为了科米讷-瓦尔讷通的一个片区。